# Heterobathmia diffusa
Heterobathmia diffusa is een vlinder uit de familie van de Heterobathmiidae. De wetenschappelijke naam van de soort is voor het eerst geldig gepubliceerd in 1979 door Kristensen & Nielsen.